# 科學技術殿堂
38°59′19″N 125°42′44″E / 38.98861°N 125.71222°E

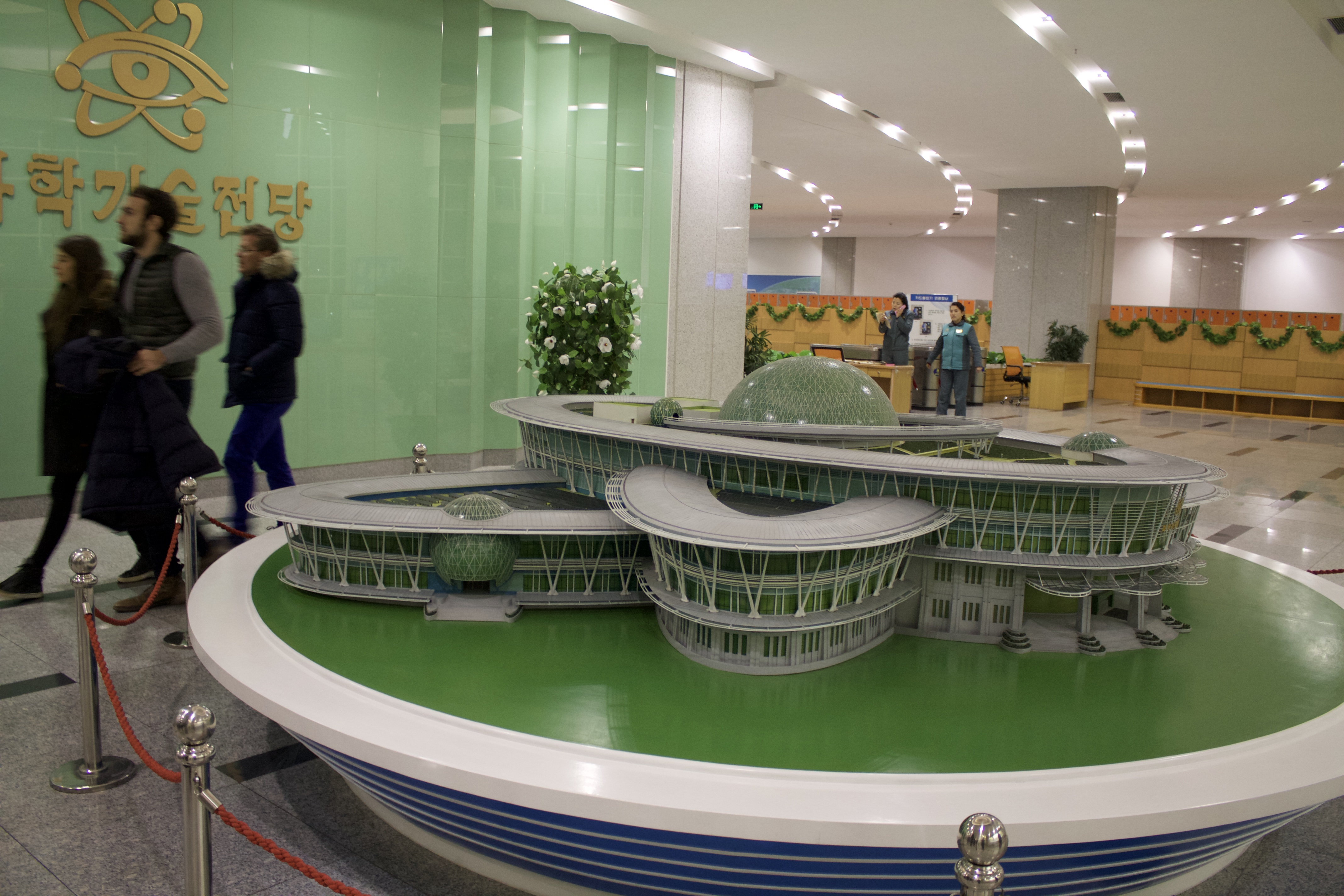
朝鮮科學技術殿堂的建築外觀模型

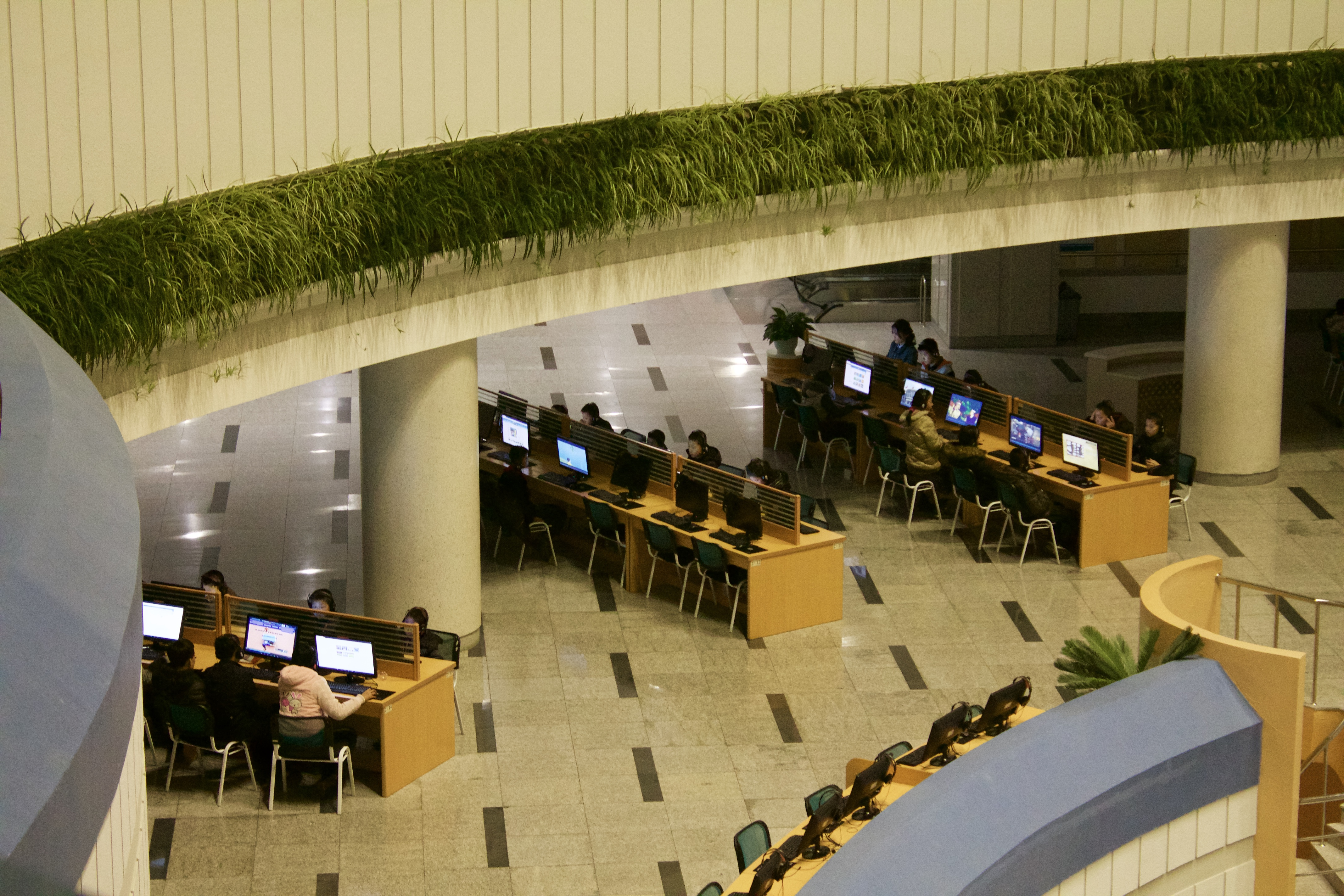
內部一景

科學技術殿堂（：／），是朝鲜民主主义人民共和国一座科學教育博物館，2015年底落成，位於平壤市樂浪區域，外型模仿原子核模型興建，总建筑面积为10.66万多平方米，中央館區有一枚大型银河3号火箭模型。
分為基础科技馆、应用科技馆、地震体验室、假想科学实验室四大區塊和若干外界未報導區塊，科技普及室和阅览场所向公眾開放，科技殿堂的一切照明和供冷供暖均采用太阳能和地热，周邊有露天学习场和喷水公园。2016年寒假期間據報導湧入萬人參觀，並發行紀念郵票。
北韓政府亦會在科學技術殿堂與北韓友邦，例如與俄羅斯共同舉辦資訊科技展覽，並藉助科學技術殿堂加強與擴大全北韓的科技普及體系。

## 外部連結
朝中社影片：把科学技术殿堂建设成为最新科技普及中心基地